# Championnat de France d'ultimate outdoor open
 (juillet 2022).
Le Championnat de France d’ultimate outdoor open, est une compétition annuelle entre les meilleurs clubs d’ultimate sur gazon de France. Le vainqueur de cette compétition est désigné Champion de France d’ultimate outdoor section open. Le championnat est organisé par la Fédération flying disc France (FFDF) par l’intermédiaire de la Commission ultimate.

## Format
La compétition s’organise autour de douze clubs, répartis en quatre poules. Le championnat se déroule en trois phases. Les deux derniers du classement général sont relégués en Division 2.

## Palmarès
| Saison    | Champion                             | Esprit du jeu                                   |
| --------- | ------------------------------------ | ----------------------------------------------- |
| 2011-2012 | Friselis de Versailles               | Tchac de Pornichet                              |
| 2010-2011 | Ultimate Vibration de Cergy-Pontoise | Friselis de Versailles                          |
| 2009-2010 | Jack'Suns de Fontenay-le-Comte       | Sun de Créteil                                  |
| 2008-2009 | Jack'Suns de Fontenay-le-Comte       | Anges des Monts de Notre-Dame-de-Monts          |
| 2007-2008 | Ultimate Vibration de Cergy-Pontoise | Sun de Créteil                                  |
| 2006-2007 | Jack’Suns Fontenay- le comte         |                                                 |
| 2005-2006 | Iznogood de Noisy-le-Sec             | Jack'Suns de Fontenay-le-Comte                  |
| 2004-2005 | Ultimate Vibration de Cergy-Pontoise | Friselis de Versailles                          |
| 2003-2004 | Ultimate Vibration de Cergy-Pontoise | Jack'Suns de Fontenay-le-Comte                  |
| 2002-2003 | Iznogood de Noisy-le-Sec             | Friselis de Versailles                          |
| 2001-2002 | Ultimate Vibration de Cergy-Pontoise | UFO d’Arradon                                   |
| 2000-2001 | Ultimate Vibration de Cergy-Pontoise | Jack'Suns de Fontenay-le-Comte, HULTIC du Havre |
| 1999-2000 | Sun de Créteil                       | OUF de Joué-lès-Tours                           |